# Ergasilus flaccidus
Ergasilus flaccidus is een eenoogkreeftjessoort uit de familie van de Ergasilidae. De wetenschappelijke naam van de soort is voor het eerst geldig gepubliceerd in 1965 door Fryer.